# Ammon (bayerisch-sächsisches Adelsgeschlecht)

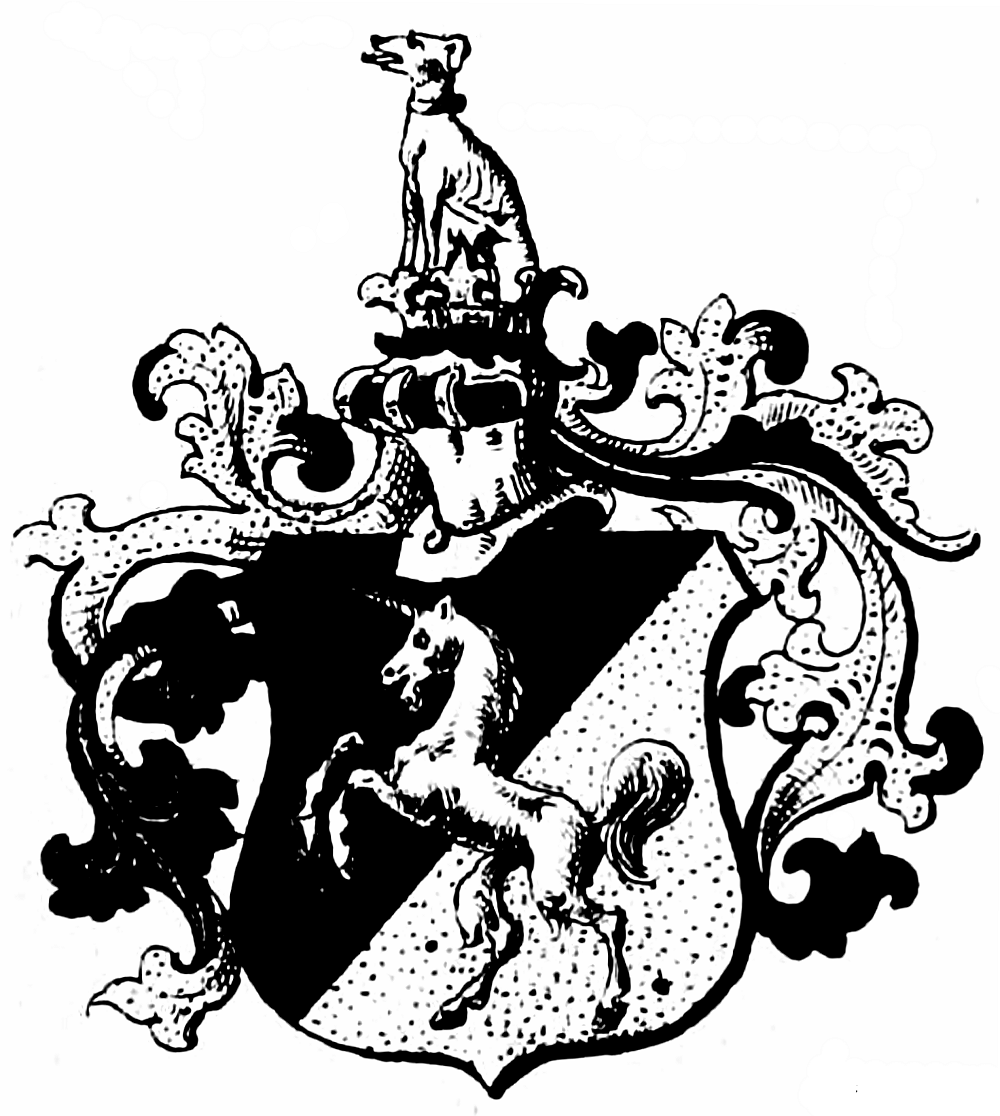
Wappen derer von Ammon

Ammon ist der Name eines bayerischen und sächsischen Adelsgeschlechts. Es ist zu unterscheiden von dem preußischen Adelsgeschlecht gleichen Namens.

## Geschichte
Die Familie stammt ursprünglich aus Nürnberg. Die Brüder und Vettern Ammon: Benedict und Sebastian, Hans Georg, Christoph, Lazarus und Hans Peter, so wie Hans Michael und Leonhard, erbaten sich von  Kaiser Rudolf II. eine Besserung und Bestätigung ihres alten Wappens, das ihnen der Kaiser mit Diploms, d. d. Regensburg vom 24. August 1594, auch gewährte. Er gestattete ihnen, das alte Wappen wieder vereinigt anzunehmen, statt des geschlossenen Stechhelms einen offenen Turnierhelm zu führen und sich allerseits erblich dem Reichsadel beizuzählen.
Die Angehörigen des Geschlechts machten seit ca. 1640 von ihrem Adel keinen Gebrauch mehr.
Erst 1824 wurden unter Berufung auf den durch das erwähnte Diplom von 1594 dem Geschlechte zustehenden Reichsadel die Söhne des Bayreuther Kammerrats Philipp Michael Paul Ammon (1738–1812) und der Eleonore Marie Eusebia Grieshammer (1745–1821), die Brüder Ludwig Ernst Ammon (Dr. phil., Dekan, Schulinspektor und Pfarrer zu Markt Lindenhardt bei Bayreuth), Friedrich Daniel Jonathan Ammon (vormals preußischer Kammerrat, später bayerischer Rentamtmann zu Altdorf bei Nürnberg) und Johann Georg Friedrich Ammon (Dr. jur., Dr. phil., bayerischer Oberappellationsgerichtsrat in München) mit Diplom vom 21. September 1824 der Adelsmatrikel des Königreichs Bayern einverleibt. Der ältere der genannten Brüder Ammon, der sächsische Oberhofprediger Christoph Ammon erhielt mit Bekanntmachung vom 17. Dezember 1824 die Erlaubnis, sich mit seinen Nachkommen dieses Adels auch im Königreich Sachsen bedienen zu dürfen.

## Wappen

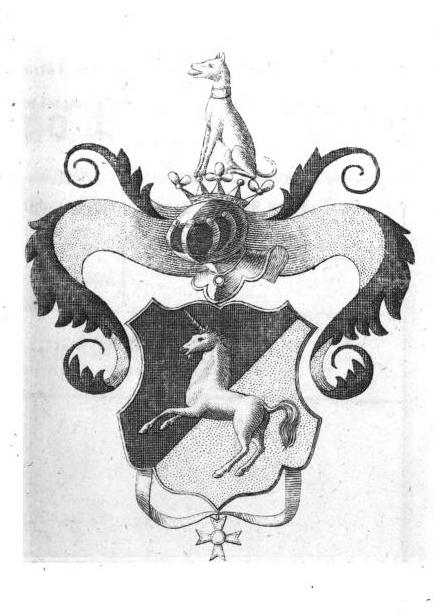
Wappen 1824

Das 1824 erneuerte Wappen zeigt in einem schwarz und gold schräglinks geteilten Schild ein nach der rechten Seite zum Sprunge geschicktes, silbernes Einhorn mit rot ausgeschlagener Zunge. Auf dem gekrönten Helm mit schwarz-goldenen Helmdecken ein sitzender silberner Hund. 

## Namensträger
- Christoph Ammon (1766–1850), evangelisch-lutherischer Theologe, Oberhofprediger in Dresden
- Friedrich von Ammon (1791–1855), evangelisch-lutherischer Theologe, Hochschullehrer in Erlangen
- August von Ammon (1799–1861), Augenarzt
- Ludwig von Ammon (1850–1922), Geologe
- Georg von Ammon (1869–1937), Vizeadmiral
- Wilhelm von Ammon (1903–1992), Landgerichtsdirektor (NSDAP-Mitglied)
- Sebastian von Ammon (* 1968), thüringischer Staatssekretär